# József Winkler
József Winkler (niem. Josef Winkler, ur. 11 czerwca 1898 w Budapeszcie, zm. 1992 w St. Gallen) – węgierski piłkarz występujący na pozycji bramkarza lub napastnika, reprezentant Węgier w latach 1916–1925, trener piłkarski.

## Kariera klubowa
Grę w piłkę nożną na poziomie seniorskim rozpoczął w 1915 w MTK Budapest FC, gdzie nadano mu przydomek boiskowy „Vinyó”. Początkowo grał na pozycji bramkarza, a po niespełna roku sztab trenerski przekwalifikował go na napastnika. W latach 1917–1920 czterokrotnie wywalczył mistrzostwo Węgier. Łącznie rozegrał w barwach MTK 56 ligowych spotkań, w których zdobył 36 goli. Od 1920 występował w FC Zürich (Serie A), a od 1922 w Young Fellows Zürich, w obu zespołach pełniąc funkcję grającego trenera. Od klubowych kolegów otrzymał przydomek „Csibi”, który nawiązywał do piłkarza MTK Budapest FC i reprezentacji Węgier Józsefa „Csibiego” Brauna. W Young Fellows Winkler spędził jako czynny piłkarz 11 sezonów na poziomie szwajcarskiej ekstraklasy. W 1933 zakończył karierę zawodniczą, pozostając w dalszym ciągu trenerem zespołu.

## Kariera reprezentacyjna
7 maja 1916 zadebiutował w reprezentacji Węgier w przegranym 1:3 spotkaniu towarzyskim przeciwko Austrii w Wiedniu. W lipcu 1925 roku w meczu z Polską w Krakowie (2:0) zdobył jedyną bramkę w drużynie narodowej. Ogółem w latach 1916-1925 rozegrał w reprezentacji 4 spotkania w których strzelił 1 gola.

### Bramki w reprezentacji
| LP | Data          | Miejsce               | Przeciwnik | Bramka | Rezultat | Ranga meczu     |
| -- | ------------- | --------------------- | ---------- | ------ | -------- | --------------- |
| 1. | 19 lipca 1925 | Stadion Wisły, Kraków | Polska     | 1:0    | 2:0      | Mecz towarzyski |

## Kariera trenerska
Karierę szkoleniową rozpoczął od pełnienia funkcji grającego trenera w FC Zürich (1920–1922) oraz Young Fellows Zürich (1922–1933). W 1933 roku skupił się wyłącznie na pracy szkoleniowca Young Fellows, z którym wygrał w 1936 roku Puchar Szwajcarii, po pokonaniu w finale 2:0 Servette FC. W latach 1937–1941 prowadził zespół FC Lugano, z którym zdobył dwa tytuły mistrzowskie w sezonach 1937/38 oraz 1940/41. W sezonie 1941/42 był szkoleniowcem drugoligowego FC Chiasso. W latach 1942–1954 trenował inne szwajcarskie zespoły: FC Luzern (spadek z Nationalligi A w 1944), SC Brühl St. Gallen (spadek z Nationalligi B w 1950), FC Wil (awans do Nationalligi B w 1952) oraz ponownie Young Fellows Zürich.

## Życie prywatne
Jego ojciec József sr. był uczestnikiem pierwszego publicznego meczu piłki nożnej na Węgrzech, rozegranego 1 listopada 1896 w Budapeszcie. Jego brat Róbert Winkler (1900–1971) był reprezentantem Węgier i trenerem piłkarskim. Jego syn Josef (ur. 1931) i wnuk Patrick (ur. 1973) również byli piłkarzami i trenerami piłkarskimi, przez większość kariery związanymi z klubem FC Sankt Gallen.

## Sukcesy

### Jako piłkarz
MTK Budapest FC
- mistrzostwo Węgier: 1916/17, 1917/18, 1918/19, 1919/20

### Jako trener
FC Lugano
- mistrzostwo Szwajcarii: 1937/38, 1940/41

Young Fellows Zürich
- Puchar Szwajcarii: 1936